# Megachile meesi
Megachile meesi là một loài Hymenoptera trong họ Megachilidae. Loài này được Pasteels mô tả khoa học năm 1966.